# Angelo Acciaiuoli di Cassano
Angelo Acciaiuoli, o Agnolo, detto di Cassano (... – post 1467), è stato un ambasciatore e politico italiano, della famiglia degli Acciaiuoli di Firenze.

Stemma degli Acciaiuoli

Era figlio di un Jacopo Acciaiuoli ed aveva ereditato dal nonno Donato il titolo di barone di Cassano; fu investito dal Re di Napoli anche del feudo di Corato in terra di Bari nel 1458, ma patì la confisca di tutti i feudi napoletani nel 1467.

## Biografia
La sua carriera politica era iniziata a Napoli, quando fu armato come cavaliere dalla regina Giovanna II d'Angiò nel 1415.
Recatosi nella città delle origini della sua famiglia, Firenze, fu anche qui nominato cavaliere e ambasciatore, e compì regolari ambascerie per la Repubblica fiorentina: a Giacomo di Borbone (1415), a Venezia (1422), a Lucca (1438), a Ferrara (1440 e 1441), al Sommo Pontefice (1447), a Francesco Sforza (1449 e 1450), al Re di Francia nel 1451.
Partecipò per tre volte alla magistratura dei dieci di Balia (1438, 1440 e 1441), a conferma della sua brillante carriera politica, che culminò con l'elezione a Gonfaloniere della Repubblica nel 1448 e nel 1454, in seguito alla quale ebbe il privilegio di poter apporre una Croce sulla targa in capo allo stemma.
La sua carriera però subì un brusco arresto per la congiura perpetrata con Luca Pitti, Diotisalvi Neroni e Niccolò Soderini contro Piero de' Medici, che fu scoperta e che gli costò l'esilio a Barletta nel 1466, mutata in bando a vita il 13 giugno 1467 quando ruppe il confino. Non ci sono pervenute altre notizie di lui, per cui si pensa che sia morto non molto tempo dopo.

## Matrimonio e discendenza
Il 23 maggio 1420 Angelo aveva sposato Saracina Giacomini Tebalducci, dalla quale ebbe 9 figli:
- Jacopo (morto infante):
- Lorenzo (1426 - 1473), vescovo di Arezzo dal 1461 alla morte;
- Niccolò (morto giovanetto);
- Jacopo (morto infante);
- Neri (1434 - 1481 circa);
- Jacopo (†1502);
- Raffaele;
- Tancia;
- Laudomia.